# Jalubí
Jalubí (en allemand : Jalub) est une commune du district d'Uherské Hradiště, dans la région de Zlín, en République tchèque. Sa population s'élevait à 1 827 habitants en 2020.

## Géographie
Jalubí se trouve à 9 km au nord-ouest d'Uherské Hradiště, à 21 km au sud-ouest de Zlín, à 61 km à l'est-sud-est de Brno et à 241 km au sud-est de Prague

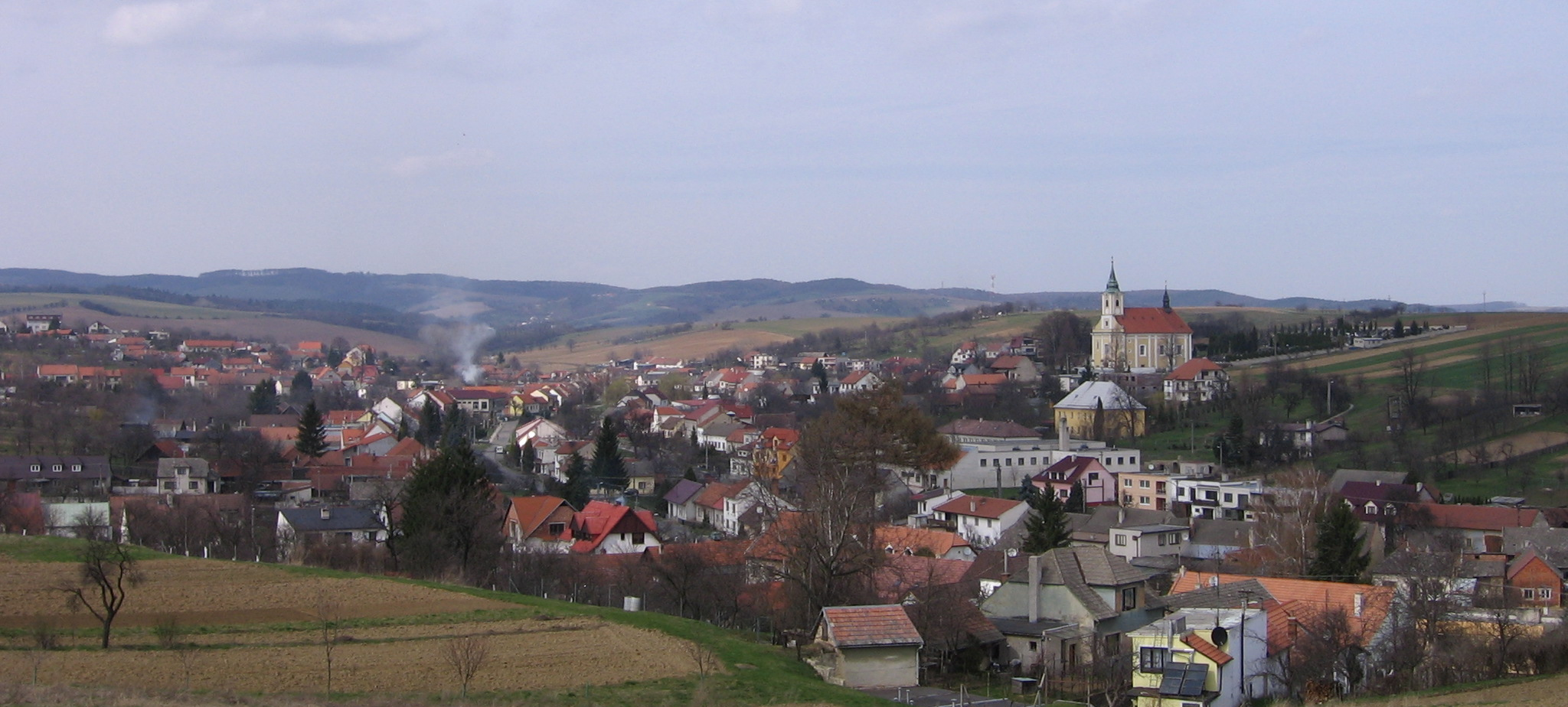
Jalubí : vue générale.

La commune est limitée par Traplice au nord-est, par Sušice et Huštěnovice à l'est, par Staré Město au sud, par Zlechov au sud-ouest, par Velehrad et Modrá à l'ouest.

## Histoire
La première mention écrite du village date de 1265.